# Holzem
Holzem är en ort i Luxemburg.   Den ligger i distriktet Luxemburg, i den sydvästra delen av landet, 10 kilometer väster om huvudstaden Luxemburg. Holzem ligger 311 meter över havet och antalet invånare är 541.
Terrängen runt Holzem är platt.  Runt Holzem är det ganska tätbefolkat, med 214 invånare per kvadratkilometer.. Närmaste större samhälle är Luxemburg, 10,1 kilometer öster om Holzem. 
Omgivningarna runt Holzem är en mosaik av jordbruksmark och naturlig växtlighet.